# 信夫郡
- 令制国一覧 > 東山道 > 岩代国 > 信夫郡
- 日本 > 東北地方 > 福島県 > 信夫郡

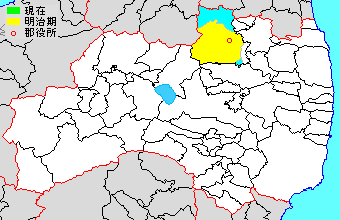
福島県信夫郡の範囲（水色：後に他郡から編入した区域）

信夫郡（しのぶぐん）は、福島県（陸奥国・岩代国）にあった郡。
伊達郡と合わせた地域が信達と呼ばれる場合がある。

## 郡域
1878年（明治12年）に行政区画として発足した当時の郡域は、福島市の大部分（飯野地区および松川町下川崎・松川町沼袋・立子山・大波・飯坂町東湯野・飯坂町湯野・飯坂町茂庭ならびに飯坂町中野字杭甲岳・兎沢・上小川・与平次を除く）にあたる。

## 古代

### 古墳時代以前
大和朝廷の勢力圏が東北地方にも及び始めた5 - 6世紀、福島盆地周辺は大和朝廷の勢力圏の北限として信夫国（しのぶのくに）がおかれ、信夫国造がおかれた。他の北限の国と同様、武装して北方警備にあたる任があった。律令制が施行されるまでに国は評（こおり）、国造は評司（こおりのつかさ）と名前がかわり、複数の評を併せてよりおおきな範囲で新しい国が設置された。東北地方では陸奥国が成立した。

### 飛鳥時代・奈良時代
701年（大宝1年）に律令制が始まると、道国郡制が整備され、陸奥国信夫評は、東山道陸奥国信夫郡となって、評司は郡司（ぐんじ）に置き換わった。大和朝廷の勢力圏が北進したために、陸奥国は一時的に石城国（いわきのくに）（現在の福島県浜通りと宮城県亘理郡）、石背国（いわせのくに）（現在の福島県中通りと会津）、陸奥国（ほぼ現在の宮城県）の3国に分国されたが、新しい陸奥国の経済力では北方防備に不十分だったため、すぐに3国はもとの陸奥国に戻された。この分国時、信夫郡は石背国の北東端となった。以後、明治維新後の分国まで一貫して陸奥国だった。
なお、当時の福島盆地中心部は岑越であり、現在の福島市北五老内あたりであったと思われる。当時松川は信夫山の南側を流れていて、松川以北摺上川以南の地名は岑越（みねこし）であり、信夫山は岑越山（みねこしやま）と呼ばれた。一方、松川の南、杉妻（すぎのめ）には杉妻大仏が建立された。

### 平安時代
10世紀初頭、各郡の生産高や人口を均一化して行政管理を容易にする都合から、全国的に大きな郡の細分化が行われた。このとき、信夫郡も分割して新たに伊達郡を設置した。旧信夫郡のうち、小倉郷、安岐（安芸）郷、岑越（みねこし）郷、曰理（わたり）郷は新信夫郡となり、伊達郷と靜戸（しずりべ）郷と鍬山（くわやま）郷の3郷が新しく伊達郡となった。おおよそ、旧信夫郡のうちおおよそ西半分が新しい信夫郡、東半分が伊達郡となった。ただし現在福島市になっている摺上川以北は伊達郡であった。
平安時代末期には奥州藤原氏の勢力圏となり、藤原氏一族の信夫佐藤氏が現在の福島県中通りと会津、山形県南部の置賜地方をほぼ勢力下に収め、信夫郡と伊達郡はその本拠地となった。

## 中世・近世

### 鎌倉時代・室町時代
源頼朝による奥州藤原氏征伐のときは、伊達郡国見町の厚樫山（あつかしやま、当時は国見山とも）を中心に藤原氏の防衛線が張られ、事実上の決戦場となった。このとき、常陸国伊佐郡を本拠地としていた中村氏（伊佐氏）が佐藤基治を破った。源頼朝が奥州藤原氏を滅ぼした後、信夫佐藤氏は滅亡を免れたが、信夫荘（信夫郡の松川以北）に押し込められ、小領主に転落した。なお、伊達郡は中村氏に与えられ、伊達郡に分家した中村氏はその後伊達氏を名乗るようになった。以後、伊達氏が現在の宮城県・岩手県南部に転封されるまで、信夫郡・伊達郡は伊達氏支配となる。
なお、この間に大森城や、杉妻の大仏城が築城され、中心地域は岑越から杉妻に移っていた。

### 安土桃山時代
信夫郡・伊達郡を本拠地として、室町時代から驥足をのばした伊達氏が最終的に、宮城県南部、山形県南部（置賜地方、当時の長井郡）、福島県中通りと会津を支配した。しかし、豊臣秀吉の奥州仕置によって伊達政宗は現在の岩手県南部と宮城県に移封され、かわって近江武士の蒲生氏郷が会津に入り、信夫郡、伊達郡も蒲生氏郷領になった。このとき、蒲生氏郷臣下の木村吉清が大仏城主となり、地名を福島に改めたという。
蒲生氏郷の死去後、子の蒲生秀行は宇都宮に減封となり、かわって越後国から上杉景勝が会津に入り、信夫郡・伊達郡も上杉領となった。1600年の関ヶ原の戦いでは、旧領回復を願う伊達政宗が進軍し、福島盆地で上杉軍と伊達軍の戦が繰り広げられたが、上杉軍は伊達軍を撃退した。関ヶ原の戦い後、上杉景勝は会津地方、福島県中通り中部を召し上げられ、山形県南部の置賜郡と信夫郡、伊達郡の3郡を領有する地方領主に転落した。信夫郡は米沢藩領として江戸時代を迎える。

### 江戸時代
江戸時代初期、信夫郡と伊達郡が上杉氏米沢藩の所領だったが、上杉綱憲家督相続時（1664年）に信夫郡と伊達郡は江戸幕府に召し上げられて一時的に天領となり、次に本多氏の福島藩が置かれる。しかし、本多氏もすぐに転封となり、伊達郡には松平氏梁川藩が置かれる。本多氏福島藩の時代まで、長年信夫郡と伊達郡は一括支配が常であったが、この梁川藩の成立によって、信夫郡と伊達郡は一括支配の時代を終えた。信夫郡にはその後堀田氏福島藩がおかれ、さらに堀田氏が転封されて、板倉氏福島藩が幕末まで存続することになるが、堀田氏福島藩も板倉氏福島藩も信夫郡1郡支配ではなく、信夫郡の一部を領有したにすぎなかった。信夫郡は福島藩領や天領、他藩飛び地が村単位で複雑に入り乱れるようになった。
一方、江戸幕府は国内での生糸の自給と質の向上を進めて幕府による生糸生産の独占を図ろうと計画し、蚕の育成に適した福島盆地一帯に養蚕業を奨励した。このため、福島盆地は江戸時代中期には全国の蚕種生産高の半分以上を占める全国屈指の養蚕地帯となった。1773年（安永2年）、伊達郡・信夫郡の17村は営業税を幕府に納め奥州蚕種本場の銘（登録商標）を得ている。

## 近代以降

### 町村制以前の沿革
- 幕末時点では陸奥国に所属した。「旧高旧領取調帳」に記載されている明治初年時点での支配は以下の通り。（91村）

| 知行         | 知行             | 村数 | 村名 |
| ------------ | ---------------- | ---- | --- |
| 幕府領       | 幕府領           | 41村 | 佐場野村、岡部村、岡本村、中島村、鎌田村、中野村、飯塚村、上入江野村、井野目村、町大笹生村、下大笹生村、大谷地村、下村、赤川村、仁井田村、泉村、南沢又村、上大笹生村、庭坂村、下鳥渡村、李平村、土船村、桜本村、上野寺村、下野寺村、吉田村、小倉寺村、上成田村、下成田村、田沢村、荒井村、上水原村、平沢村、上鳥渡村、浅川新町村、関谷村、大森村、清水町村、佐原村、内町村、土湯村 |
| 藩領         | 陸奥福島藩       | 19村 | 福島村、曽根田村、腰浜村、五十辺村、小山荒井村、御山村、森合村、八木田村、方木田村、郷野目村、太平寺村、永井川村、金沢村、伏拝村、黒岩村、大蔵寺村、鳥谷野村、渡利村、山口村 |
| 藩領         | 備中足守藩       | 11村 | 瀬上村、宮代村、高梨子村、沖中野村、平田村、下入江野村、北沢又村、南矢野目村、北矢野目村、丸子村、本内村 |
| 藩領         | 越後新発田藩     | 7村  | 石名坂村、二子塚村、中成田村、庄野村、上名倉村、八島田村、新田野目村 |
| 藩領         | 下総関宿藩       | 6村  | 前田村、下名倉村、小島田村、山田村、小倉村、浅川村 |
| 藩領         | 陸奥二本松藩     | 4村  | 八丁目村、天明根村、下水原村、鼓岡村 |
| 藩領         | 陸奥棚倉藩       | 2村  | 上飯坂村、下飯坂村 |
| 幕府領・藩領 | 幕府領・新発田藩 | 1村  | 笹木野村 |

- 慶応2年6月19日（1866年7月30日） - 棚倉藩が武蔵川越藩に転封。陸奥白河藩が棚倉藩に転封。
- 慶応4年2月1日（1868年2月23日） - 棚倉藩が白河藩に転封（実行されず）。
- 明治元年
  - 8月8日（1868年9月23日） - 戊辰戦争後の処分により、幕府領・福島藩領・二本松藩領・棚倉藩領が福島民政局の管轄となる。
  - 12月7日（1869年1月19日）
    - 陸奥国が分割され、本郡は岩代国の所属となる。
    - 幕府領・福島藩領・二本松藩領・棚倉藩領が磐城中村藩・常陸笠間藩取締地、関宿藩領が中村藩取締地となる。中村藩取締地は桑折県を称した[4]。

  - 12月18日（1869年1月30日） - 福島藩が三河重原藩に転封。郡内の領地が消滅。
- 明治2年7月20日（1869年8月27日） - 福島民政局が福島県（第1次）に改称。中村藩・笠間藩の管轄が終了。
- 明治3年
  - 7月 - 領地替えにより新発田藩領が福島県（第1次）の管轄となる。
  - 領地替えにより足守藩領が福島県（第1次）の管轄となる。
- 明治4年（88村）
  - 11月2日（1871年12月13日） - 第1次府県統合により二本松県の管轄となる。
  - 11月14日（1871年12月25日） - 二本松県が福島県（第2次）に改称。
  - 福島村が福島町に改称。
  - 上入江野村・下入江野村が合併して入江野村となる。
  - 上成田村・下成田村・中成田村が合併して成田村となる。
- 1876年（明治9年） - 下記の村の統合が行われる。（71村）
  - 井佐野村 ← 佐場野村、井野目村
  - 岡島村 ← 岡本村、中島村
  - 平塚村 ← 飯塚村、平田村
  - 大笹生村 ← 町大笹生村、上大笹生村
  - 笹谷村 ← 下大笹生村、大谷地村
  - 成川村 ← 赤川村、成田村
  - 吉倉村 ← 吉田村、下名倉村
  - 平石村 ← 平沢村、石名坂村
  - 水原村 ← 上水原村、下水原村
  - 沖高村 ← 高梨子村、沖中野村
  - 小田村 ← 新田野目村、小倉村
  - 松川村 ← 八丁目村、天明根村、鼓岡村
  - 浅川新町村が浅川村に合併。
  - 内町村・前田村・小島田村が大森村に合併。
- 1877年（明治10年） - 大蔵寺村が黒岩村に合併。（70村）
- 1879年（明治12年）1月27日 - 郡区町村編制法の福島県での施行により行政区画としての信夫郡が発足。郡役所を福島町に設置。
- 1886年（明治19年） - 庭坂村が町庭坂村・在庭坂村に分村。（71村）

### 町村制以降の沿革

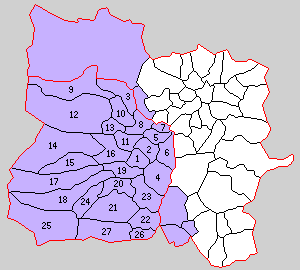
1.福島町 2.浜辺村 3.飯坂町 4.渡利村 5.鎌田村 6.岡山村 7.瀬上村 8.余目村 9.中野村 10.平野村 11.清水村 12.大笹生村 13.笹谷村 14.庭坂村 15.庭塚村 16.野田村 17.水保村 18.佐倉村 19.吉井田村 20.大森村 21.平田村 22.金谷川村 23.杉妻村 24.荒井村 25.土湯村 26.松川村 27.水原村（紫：福島市）

- 1889年（明治22年）4月1日 - 町村制の施行により以下の町村が発足。全域が現・福島市。（2町25村）
  - 福島町 ← 福島町、曽根田村、腰浜村［一部］
  - 浜辺村 ← 小山荒井村、五十辺村、腰浜村［大部分］
  - 飯坂町（上飯坂村が単独町制）
  - 渡利村 ← 渡利村、小倉寺村
  - 鎌田村 ← 鎌田村、丸子村、本内村
  - 岡山村 ← 山口村、岡部村、岡島村
  - 瀬上村 ← 瀬上村、宮代村［一部］
  - 余目村 ← 南矢野目村、北矢野目村、沖高村、下飯坂村、宮代村［大部分］
  - 中野村 ← 中野村および伊達郡茂庭村［一部］
  - 平野村 ← 入江野村、井佐野村、平塚村
  - 清水村 ← 南沢又村、北沢又村、泉村、森合村、御山村
  - 大笹生村、笹谷村（それぞれ単独村制）
  - 庭坂村 ← 町庭坂村、李平村
  - 庭塚村 ← 在庭坂村、二子塚村
  - 野田村 ← 上野寺村、下野寺村、笹木野村、八島田村
  - 水保村 ← 土船村、庄野村、桜本村
  - 佐倉村 ← 佐原村、上名倉村、下村
  - 吉井田村 ← 方木田村、八木田村、吉倉村、仁井田村
  - 大森村 ← 大森村、下鳥渡村、上鳥渡村、成川村、永井川村
  - 平田村 ← 小田村、山田村、平石村
  - 金谷川村 ← 関谷村、浅川村、金沢村
  - 杉妻村 ← 清水町村、田沢村、伏拝村、黒岩村、鳥谷野村、太平寺村、郷野目村
  - 荒井村、土湯村、松川村、水原村（それぞれ単独村制）
- 1892年（明治25年）7月21日 - 大森村の一部（上鳥渡・下鳥渡・成川）が分立して鳥川村が発足。（2町26村）
- 1897年（明治30年）10月1日 - 郡制を施行。
- 1902年（明治35年）1月10日 - 瀬上村が町制施行して瀬上町となる。（3町25村）
- 1904年（明治37年）4月1日 - 浜辺村および清水村の一部が福島町に編入。（3町24村）
- 1907年（明治40年）4月1日 - 福島町が市制施行して福島市となり、郡より離脱。（2町24村）
- 大正12年（1923年）4月1日 - 郡会が廃止。郡役所は存続。
- 大正15年（1926年）7月1日 - 郡役所が廃止。以降は地域区分名称となる。
- 1936年（昭和11年）11月1日 - 松川村が町制施行して松川町となる。（3町23村）
- 1947年（昭和22年）
  - 2月11日 - 渡利村・杉妻村が福島市に編入。（3町21村）
  - 3月10日 - 瀬上町・清水村・岡山村・鎌田村および吉井田村の一部（方木田の一部[5]）が福島市に編入。（2町18村）
- 1954年（昭和29年）3月31日
  - 余目村が福島市に編入。
  - 庭坂村・庭塚村が合併して大庭村が発足。（2町16村）
- 1955年（昭和30年）
  - 3月1日 - 大森村・鳥川村・平田村が合併して信夫村が発足。（2町14村）
  - 3月20日 - 松川町・水原村・金谷川村が合併し、改めて松川町が発足。（2町12村）
  - 3月31日 
    - 大笹生村・荒井村・土湯村・笹谷村・吉井田村および伊達郡霊山町の一部（大波）が福島市に編入。（2町7村）
    - 松川町が安達郡下川崎村を編入。
    - 飯坂町・平野村・中野村が伊達郡湯野町・東湯野村・茂庭村と合併し、改めて飯坂町が発足。（2町5村）
- 1956年（昭和31年）9月30日（2町2村）
  - 大庭村・野田村・水保村が合併して吾妻村が発足。
  - 佐倉村が福島市に編入。
- 1957年（昭和32年）7月1日 - 吾妻村の一部（八島田・笹木野・下野寺の各一部[6]）が福島市に編入。
- 1962年（昭和37年）11月1日 - 吾妻村が町制施行して吾妻町となる。（3町1村）
- 1964年（昭和39年）1月1日 - 飯坂町が福島市に編入。（2町1村）
- 1966年（昭和41年）6月1日 - 松川町・信夫村が福島市に編入。（1町）
- 1968年（昭和43年）10月1日 - 吾妻町が福島市に編入。同日信夫郡消滅。

### 変遷表
| 明治22年以前 | 明治22年4月1日  | 明治22年 - 大正15年                             | 明治22年 - 大正15年                             | 昭和元年 - 昭和19年  | 昭和20年 - 昭和29年          | 昭和30年 - 昭和39年          | 昭和30年 - 昭和39年                           | 昭和40年 - 昭和63年          | 平成元年 - 現在                | 現在     |
| ------------ | --------------- | ----------------------------------------------- | ----------------------------------------------- | -------------------- | ---------------------------- | ---------------------------- | --------------------------------------------- | ---------------------------- | ------------------------------ | -------- |
|              | 福島町          | 福島町                                          | 明治40年4月1日 市制                             | 福島市               | 福島市                       | 福島市                       | 福島市                                        | 福島市                       | 福島市                         | 福島市   |
|              | 浜辺村          | 明治37年4月1日 福島町に編入                     | 明治40年4月1日 市制                             | 福島市               | 福島市                       | 福島市                       | 福島市                                        | 福島市                       | 福島市                         | 福島市   |
|              | 渡利村          | 渡利村                                          | 渡利村                                          | 渡利村               | 昭和22年2月11日 福島市に編入 | 福島市                       | 福島市                                        | 福島市                       | 福島市                         | 福島市   |
|              | 杉妻村          | 杉妻村                                          | 杉妻村                                          | 杉妻村               | 昭和22年2月11日 福島市に編入 | 福島市                       | 福島市                                        | 福島市                       | 福島市                         | 福島市   |
|              | 瀬ノ上村        | 明治35年1月1日 町制改称 瀬上町                  | 明治35年1月1日 町制改称 瀬上町                  | 瀬上町               | 昭和22年3月10日 福島市に編入 | 福島市                       | 福島市                                        | 福島市                       | 福島市                         | 福島市   |
|              | 清水村          | 清水村                                          | 清水村                                          | 清水村               | 昭和22年3月10日 福島市に編入 | 福島市                       | 福島市                                        | 福島市                       | 福島市                         | 福島市   |
|              | 岡山村          | 岡山村                                          | 岡山村                                          | 岡山村               | 昭和22年3月10日 福島市に編入 | 福島市                       | 福島市                                        | 福島市                       | 福島市                         | 福島市   |
|              | 鎌田村          | 鎌田村                                          | 鎌田村                                          | 鎌田村               | 昭和22年3月10日 福島市に編入 | 福島市                       | 福島市                                        | 福島市                       | 福島市                         | 福島市   |
|              | 余目村          | 余目村                                          | 余目村                                          | 余目村               | 昭和29年3月31日 福島市に編入 | 福島市                       | 福島市                                        | 福島市                       | 福島市                         | 福島市   |
|              | 大笹生村        | 大笹生村                                        | 大笹生村                                        | 大笹生村             | 大笹生村                     | 昭和30年3月31日 福島市に編入 | 福島市                                        | 福島市                       | 福島市                         | 福島市   |
|              | 荒井村          | 荒井村                                          | 荒井村                                          | 荒井村               | 荒井村                       | 昭和30年3月31日 福島市に編入 | 福島市                                        | 福島市                       | 福島市                         | 福島市   |
|              | 土湯村          | 土湯村                                          | 土湯村                                          | 土湯村               | 土湯村                       | 昭和30年3月31日 福島市に編入 | 福島市                                        | 福島市                       | 福島市                         | 福島市   |
|              | 笹谷村          | 笹谷村                                          | 笹谷村                                          | 笹谷村               | 笹谷村                       | 昭和30年3月31日 福島市に編入 | 福島市                                        | 福島市                       | 福島市                         | 福島市   |
|              | 吉井田村        | 吉井田村                                        | 吉井田村                                        | 吉井田村             | 吉井田村                     | 昭和30年3月31日 福島市に編入 | 福島市                                        | 福島市                       | 福島市                         | 福島市   |
|              | 佐倉村          | 佐倉村                                          | 佐倉村                                          | 佐倉村               | 佐倉村                       | 昭和30年9月30日 福島市に編入 | 福島市                                        | 福島市                       | 福島市                         | 福島市   |
|              | 飯坂町          | 飯坂町                                          | 飯坂町                                          | 飯坂町               | 飯坂町                       | 昭和30年3月31日 飯坂町       | 昭和39年1月1日 福島市に編入                   | 福島市                       | 福島市                         | 福島市   |
|              | 平野村          | 平野村                                          | 平野村                                          | 平野村               | 平野村                       | 昭和30年3月31日 飯坂町       | 昭和39年1月1日 福島市に編入                   | 福島市                       | 福島市                         | 福島市   |
|              | 中野村          | 中野村                                          | 中野村                                          | 中野村               | 中野村                       | 昭和30年3月31日 飯坂町       | 昭和39年1月1日 福島市に編入                   | 福島市                       | 福島市                         | 福島市   |
|              | 伊達郡 湯野村   | 伊達郡 湯野村                                   | 伊達郡 湯野村                                   | 昭和15年5月20日 町制 | 伊達郡 湯野町                | 昭和30年3月31日 飯坂町       | 昭和39年1月1日 福島市に編入                   | 福島市                       | 福島市                         | 福島市   |
|              | 伊達郡 湯野村   | 明治34年9月1日 伊達郡 東湯野村                  | 明治34年9月1日 伊達郡 東湯野村                  | 伊達郡 東湯野村      | 伊達郡 東湯野村              | 昭和30年3月31日 飯坂町       | 昭和39年1月1日 福島市に編入                   | 福島市                       | 福島市                         | 福島市   |
|              | 伊達郡 茂庭村   | 伊達郡 茂庭村                                   | 伊達郡 茂庭村                                   | 伊達郡 茂庭村        | 伊達郡 茂庭村                | 昭和30年3月31日 飯坂町       | 昭和39年1月1日 福島市に編入                   | 福島市                       | 福島市                         | 福島市   |
|              | 大森村          | 大森村                                          | 大森村                                          | 大森村               | 大森村                       | 昭和30年3月1日 信夫村        | 昭和30年3月1日 信夫村                         | 昭和41年6月1日 福島市に編入  | 福島市                         | 福島市   |
|              | 大森村          | 明治25年7月21日 鳥川村 （上鳥渡、下鳥渡、成川） | 明治25年7月21日 鳥川村 （上鳥渡、下鳥渡、成川） | 鳥川村               | 鳥川村                       | 昭和30年3月1日 信夫村        | 昭和30年3月1日 信夫村                         | 昭和41年6月1日 福島市に編入  | 福島市                         | 福島市   |
|              | 平田村          | 平田村                                          | 平田村                                          | 平田村               | 平田村                       | 昭和30年3月1日 信夫村        | 昭和30年3月1日 信夫村                         | 昭和41年6月1日 福島市に編入  | 福島市                         | 福島市   |
|              | 庭坂村          | 庭坂村                                          | 庭坂村                                          | 庭坂村               | 昭和29年3月31日 大庭村       | 昭和31年9月30日 吾妻村       | 昭和37年11月1日 町制                          | 昭和43年10月1日 福島市に編入 | 福島市                         | 福島市   |
|              | 庭塚村          | 庭塚村                                          | 庭塚村                                          | 庭塚村               | 昭和29年3月31日 大庭村       | 昭和31年9月30日 吾妻村       | 昭和37年11月1日 町制                          | 昭和43年10月1日 福島市に編入 | 福島市                         | 福島市   |
|              | 野田村          | 野田村                                          | 野田村                                          | 野田村               | 野田村                       | 昭和31年9月30日 吾妻村       | 昭和37年11月1日 町制                          | 昭和43年10月1日 福島市に編入 | 福島市                         | 福島市   |
|              | 水保村          | 水保村                                          | 水保村                                          | 水保村               | 水保村                       | 昭和31年9月30日 吾妻村       | 昭和37年11月1日 町制                          | 昭和43年10月1日 福島市に編入 | 福島市                         | 福島市   |
|              | 松川村          | 松川村                                          | 松川村                                          | 昭和11年11月1日 町制 | 松川町                       | 昭和30年3月20日 松川町       | 松川町                                        | 昭和41年6月1日 福島市に編入  | 福島市                         | 福島市   |
|              | 水原村          | 水原村                                          | 水原村                                          | 水原村               | 水原村                       | 昭和30年3月20日 松川町       | 松川町                                        | 昭和41年6月1日 福島市に編入  | 福島市                         | 福島市   |
|              | 金谷川村        | 金谷川村                                        | 金谷川村                                        | 金谷川村             | 金谷川村                     | 昭和30年3月20日 松川町       | 松川町                                        | 昭和41年6月1日 福島市に編入  | 福島市                         | 福島市   |
|              | 安達郡 下川崎村 | 安達郡 下川崎村                                 | 安達郡 下川崎村                                 | 安達郡 下川崎村      | 安達郡 下川崎村              | 昭和30年3月31日 松川町に編入 | 松川町                                        | 昭和41年6月1日 福島市に編入  | 福島市                         | 福島市   |
|              | 安達郡 下川崎村 | 安達郡 下川崎村                                 | 安達郡 下川崎村                                 | 安達郡 下川崎村      | 安達郡 下川崎村              | 昭和30年3月31日 松川町に編入 | 昭和32年7月1日 安達郡 安達町に編入 （下川崎） |                              | 平成17年12月1日 二本松市の一部 | 二本松市 |

## 行政
歴代郡長
| 代 | 氏名       | 就任年月日                 | 退任年月日                          | 備考                                     |
| -- | ---------- | -------------------------- | ----------------------------------- | ---------------------------------------- |
| 1  | 山田民彌   | 明治12年（1879年）1月27日  | 明治15年（1882年）2月24日           |                                          |
| 2  | 矢部潔     | 明治15年（1882年）3月6日   | 明治16年（1883年）2月1日            |                                          |
| 3  | 海老名季昌 | 明治16年（1883年）2月1日   | 明治16年（1883年）11月7日           |                                          |
| 4  | 柴山景綱   | 明治16年（1883年）12月10日 | 明治19年（1886年）4月19日           | 1884年（明治17年）11月19日まで兼伊達郡長 |
| 5  | 今井鐵太郎 | 明治19年（1886年）4月19日  | 明治19年（1886年）8月12日           |                                          |
| 6  | 岩下敬蔵   | 明治19年（1886年）8月12日  | 明治20年（1887年）10月25日          |                                          |
| 7  | 田中章     | 明治20年（1887年）10月25日 | 明治24年（1891年）1月27日           |                                          |
| 8  | 瀬高龍人   | 明治24年（1891年）2月4日   | 明治30年（1897年）3月30日           |                                          |
| 9  | 小池友謙   | 明治30年（1897年）4月6日   | 明治34年（1901年）2月21日           |                                          |
| 10 | 鈴木直淸   | 明治34年（1901年）2月21日  | 明治35年（1902年）8月30日           |                                          |
| 11 | 富田善吾   | 明治35年（1902年）8月30日  | 明治39年（1906年）12月19日          |                                          |
| 12 | 野村勝三   | 明治39年（1906年）12月19日 | 明治43年（1910年）8月27日           |                                          |
| 13 | 佐瀬剛     | 明治43年（1910年）8月27日  | 明治45年（1912年）1月16日           |                                          |
| 14 | 田手喜市   | 明治45年（1912年）1月16日  | 大正3年（1914年）8月28日            |                                          |
| 15 | 遠藤辰雄   | 大正3年（1914年）8月28日   | 大正4年（1915年）6月17日            |                                          |
| 16 | 遠藤不二彦 | 大正4年（1915年）6月17日   | 大正6年（1917年）5月31日            |                                          |
| 17 | 石部豊     | 大正6年（1917年）5月31日   | 大正9年（1920年）12月20日           |                                          |
| 18 | 須藤林七   | 大正9年（1920年）12月20日  | 大正11年（1922年）8月10日（休職）   |                                          |
| 19 | 水野虎三郎 | 大正11年（1922年）9月4日   | 大正13年（1924年）3月28日           |                                          |
| 20 | 穴澤義弘   | 大正13年（1924年）3月28日  | 大正15年（1926年）10月12日 （休職） | 大正15年（1926年）6月30日 郡役所廃止     |